# Михайлов, Андрей Михайлович (футболист)
Андре́й Миха́йлович Миха́йлов (укр. Андрій Михайлович Михайлов; род. 7 мая 1982, Киев) — украинский футболист, игравший на позиции вратаря

## Биография
Воспитанник футбольной школы киевского «Динамо». В чемпионате ДЮФЛ Украины выступал за киевские ЦСКА и «АТЕК». Профессиональную карьеру начал в родном «Динамо», однако за основную команду ни одной игры не провёл, выступая за «Динамо-2» и «Динамо-3», в первой и второй лигах соответственно. В 2003 году, в составе «Динамо-2» завоевал бронзовые награды первого дивизиона, однако своей игрой привлёк внимание победителя лиги — кировоградской «Звезды», куда и перешёл в следующем сезоне. Дебютировал на высшем уровне украинского футбола 16 апреля 2004 года, выйдя в стартовом составе в выездном матче против мариупольского «Ильичёвца». В «Звезде» места в основном составе не имел. По ходу чемпионата у команды начались финансовые неприятности, и в итоге «Звезда» заняла последнее, 16-е место в турнирной таблице, а на следующий год не смогла заявиться в первую лигу. В связи с этим Михайлов был вынужден искать новый клуб. Следующий чемпионат начал в бориспольском «Борисфене», однако там также основных ролей не отыгрывал и спустя год покинул команду.
В 2005 году отправился в Азербайджан, где стал игроком бакинского «Интера», однако, проведя в команде меньше года, ни разу не появившись на поле, весной 2006 года вернулся на родину, подписав контракт с киевским ЦСКА. Отыграв сезон за «армейцев» в первом дивизионе, вернулся в высшую лигу Украины, перейдя в криворожский «Кривбасс», однако там попал в глубокий запас, выступая исключительно за дубль (8 матчей). Зимой 2007 года стал игроком черкасского «Днепра», выступавшего в первой лиге, где наконец смог закрепиться в основе. Выступал за черкащан полтора года, после чего вернулся в стан ЦСКА, где провёл хороший сезон во второй лиге. В 2009 году перешёл в ужгородское «Закарпатье», однако в составе клуба в высшем дивизионе ни одного матча не отыграл (пропустив 34 гола в 19 играх за дубль), после чего принял решение завершить карьеру. По окончании выступлений работал футбольным агентом в агентстве «Global Sport Invest»

## Семья
Сын футболиста (также вратаря) и тренера Михаила Михайлова, долгое время проработавшего в киевском «Динамо»

## Достижения
- Бронзовый призёр первой лиги Украины: 2002/03